# Apance-Amance
 (juin 2010).
Si vous disposez d'ouvrages ou d'articles de référence ou si vous connaissez des sites web de qualité traitant du thème abordé ici, merci de compléter l'article en donnant les références utiles à sa vérifiabilité et en les liant à la section « Notes et références ».
L'Apance-Amance est une micro-région naturelle de France située à l'extrême sud de la région Grand Est.

## Géographie & milieu naturel

### Localisation
La micro-région couvre la partie orientale de l'arrondissement de Langres. Cet arrondissement est une subdivision méridionale du département de la Haute-Marne, aux confins des régions historiques de Champagne, Lorraine et Franche-Comté.

### Géographie physique

#### Topographie
D'une superficie d'environ 300 km2, l'Apance-Amance correspond aux digitations sud-ouest des plateaux de la Saône. Ces plateaux s'intercalent entre le massif des Vosges au nord-est et le plateau de Langres au sud-ouest. Leurs digitations occidentales, formant le relief de la micro-région, relèvent du seuil de Langres, sous-ensemble orographique du Seuil morvano-vosgien. Ce seuil, dont le socle participe du plissement hercynien, correspond au détroit qui séparait les mers recouvrant les bassins anglo-parisien et rhodanien au Keuper. Son histoire géologique est tributaire des processus d'épirogenèse et de sédimentation ayant concerné le sud-est du Bassin parisien.
Les digitations de plateaux de l'Apance-Amance s'étendent en versant méridional d'une ligne de crête longue d'une cinquantaine de km et d'orientation générale nord-est / sud-ouest. Cette ligne, s'arquant faiblement vers le nord-ouest et dont l'altitude oscille entre environ 400 et 490 m, est approximativement sur un axe passant par Larivière-sur-Apance au nord et Longeau-Percey au sud, extrême-nord de la Plaine de Vingeanne, Elle marque les côtes septentrionales des plateaux fermant l'est et le sud-est du Bassigny ainsi que la cuesta fermant le sud-ouest du Bassigny et bordant les digitations occidentales de l'Apance-Amance.
Comme pour la plupart des régions naturelles, le territoire de la micro-région ne se superpose pas exactement aux contours administratifs. Schématiquement, il intègre du nord vers le sud les entités territoriales suivantes :
- Canton de Bourbonne-les-Bains, excepté le versant septentrional de la côte s'étendant de Fresnoy-en-Bassigny à Pouilly-en-Bassigny où la Meuse prend sa source
- totalité des cantons de Terre-natale, Laferté-sur-Amance et Fayl-Billot
- commune de Culmont relevant du canton de Langres
- extrême partie orientale des cantons de Longeau-Percey et de Prauthoy correspondant aux communes suivantes relevant du bassin de la Resaigne : Chalindrey, Le Pailly, Palaiseul, Violot, Rivières-le-bois, Saint-Broingt-le-Bois, Grandchamp, Maâtz et Coublanc

La partie septentrionale de l'Apance-Amance, couvrant le canton de Bourbonne-les-Bains, est à l'échelon de la micro-région un seuil topographique entre les faibles dépressions du Bassigny au nord-ouest et de Jussey à l'est. Sa ligne directrice détermine celle de l'extrême section septentrionale du cours supérieur de la Saône, ce cours supérieur correspondant à l'amont de la confluence avec le Doubs étant dénommé « Petite-Saône ». Cette dernière (dont la vallée franc-comtoise est une zone naturelle Natura 2000 d'intérêt majeur) prend naissance sur le versant méridional de la ligne de crête fermant le nord de la Dépression de Darney-Monthureux. Ce relief septentrional de la Vôge, le plus élevé des plateaux périvosgiens de la Saône, dénommé monts Faucilles par la cartographie ancienne, constitue le seuil de Lorraine entre Plateau lorrain et haut-bassin de la Saône. Sa ligne de crête est dans la continuité nord-est de celle de l'Apance-Amance, les eaux des plateaux calcaires de son versant septentrional étant tributaires de la Moselle à l'est et de la Meuse à l'ouest. Ce secteur du haut-bassin de cette dernière compte des sources de qualité, comme en témoigne la présence notable des stations hydrominérales de Vittel et Contrexéville. La Vôge couvre une partie du quart sud-ouest du département des Vosges et l'extrême nord du département de la Haute-Saône. Elle est limitrophe du nord-est de l'Apance-Amance dont l'extrême nord jouxte la faible dépression méridionale du Pays de Neufchâteau parcourue par le Mouzon (le haut-bassin et la basse-vallée de cet affluent de la Meuse étant des sites Natura-2000, essentiellement au titre de l'avifaune).
La marge sud-est de la micro-région est bordée par les plateaux haut-saônois occidentaux : plateau de Combeaufontaine fermant le sud de la dépression de Jussey et Plateau de Champlitte fermant le nord-ouest de la haute-plaine de Saône. À l'extrême sud-ouest, l'étroite plaine de Vingeanne marque une séparation entre la marge méridionale de la micro-région et le plateau de Langres à l'ouest, dont cette partie septentrionale correspond au Langrois-forestier. Au nord de cette plaine le Langrois-ouvert, à l'extrême nord-est du Plateau de Langres où la Marne prend sa source, ferme le sud-ouest du Bassigny et la marge occidentale de l'Apance-Amance.

#### Orographie
Le relief de plateaux disséqués se ramifie en digitations dont les dénivelés varient d'environ 100 à 150 m. Ces digitations sont parfois fortement entaillées de ravins d'érosion tels que ceux de Pierrefaites, site-géologique du Trias et du Lias. Les hauteurs sont essentiellement couronnées de grès-rhétien, recouvert d'une couche de marnes de Levallois en moitié sud du territoire. Font exception à cette dominante gréseuse les zones d'imbrication avec les grandes formations calcaires limitrophes, une zone calcaréo-dolomitique très peu étendue autour de Bourbonne-les-Bains au nord et l'affleurement cristallin de Bussières-lès-Belmont au sud, pointement isolé du socle hercynien. Les digitations de plateaux séparent des lacis de vallées s'ouvrant à leurs marges méridionales ou orientales en bordures des vallées des cours d'eau principaux. Le maillage de vallées constituant les bassins versants de ces derniers se distribue selon une direction plus ou moins conséquente à celle du pendage orienté vers le sud. La dénivelée maximum de ce pendage, de la plus haute altitude au nord à la vallée de la Petite-Saône quelque 22 km à l'est, est d'environ 270 m, soit une pente un peu supérieure à 1 %.

#### Géomorphologie
La géomorphologie de la micro-région procède de l'érosion hydraulique de ses formations sédimentaires lors des phases de réennoyage du Bassin parisien. Ce processus est lié aux cycles de régressions et transgressions marines et lagunaires ayant affecté ce bassin depuis le début du Paléocène. Le relief de côtes correspondant résulte d'une érosion différentielle sur des affleurements de strates de différentes duretés. Il prend différents aspects dépendant du façonnement morpho-climatique des formations géologiques spécifiques. Excepté la faible dépression de l'Apance au nord et dans une moindre mesure le graben entre le plateau du Fayl et celui de Champlitte au sud, la physionomie prégnante du territoire est une succession de digitations de plateaux plus ou moins disséqués. Le paysage-type répondant à cette physionomie est ponctué par l'alternance de fronts concaves à forte déclivité, revers faiblement inclinés, lacis de vallées et buttes-témoins.

#### Hydrographie

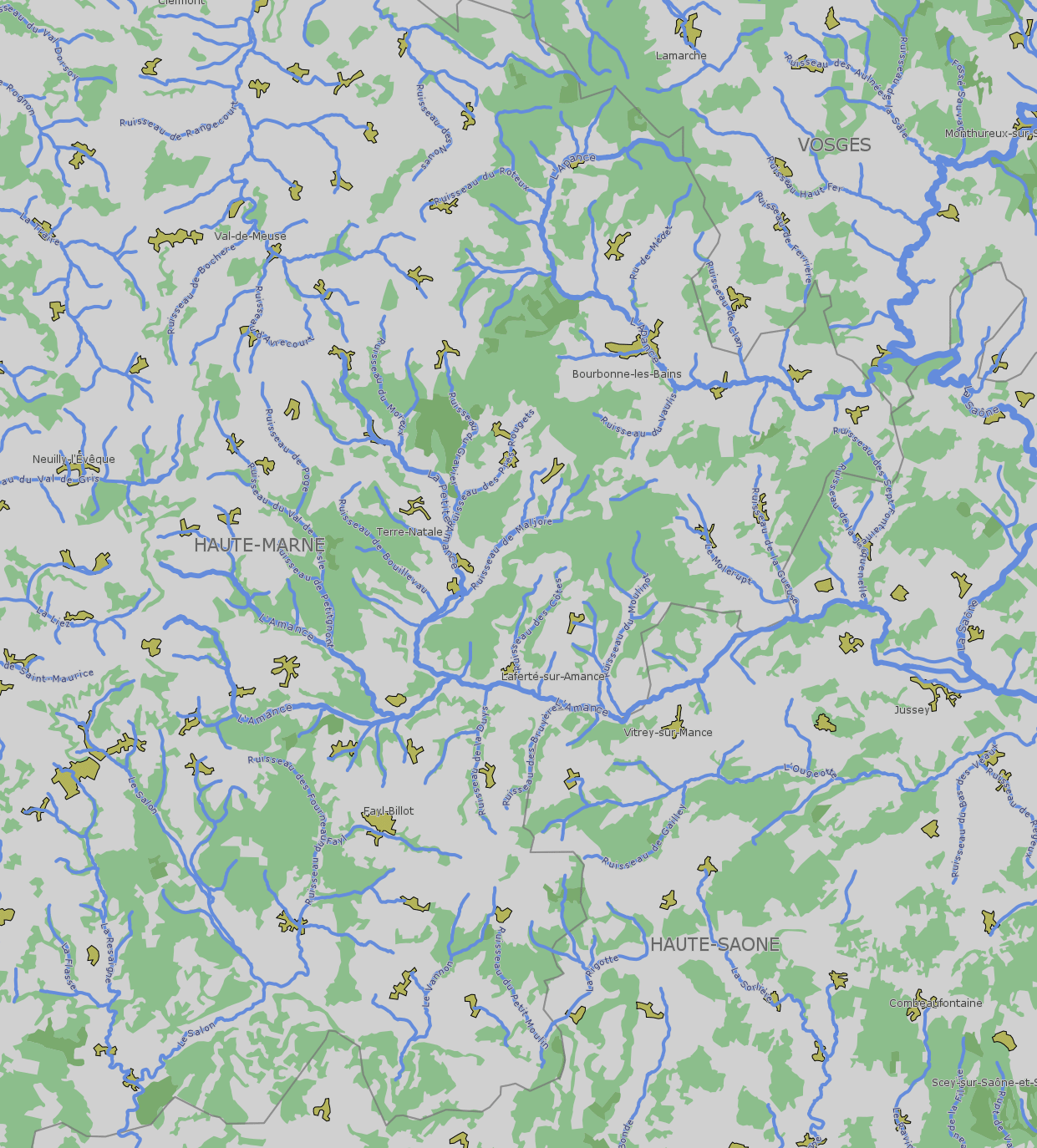
Hydrographie du territoire Apance-Amance

L'ensemble du réseau hydrographique de l'Apance-Amance est tributaire de la rive droite de la Petite-Saône. Les principaux cours d'eau drainant ce dense réseau en tant qu'affluents de cette dernière sont le Salon au sud, l'Apance au nord et l'Amance au centre; l'accolement des noms de ces deux dernières rivières formant la dénomination de la micro-région. La direction dominante des vallées correspondantes est ouest-est pour celles de l'Apance et de l'Amance, nord-ouest / sud-est pour celle du Salon. Ces orientations, obséquentes au pendage pour les deux premières, résultent de celles des fronts de côte principaux. Les vallées de l'Apance et de l'Amance s'ouvrent sur celle de la Petite-Saône, en marge occidentale de la dépression de Jussey. Au sud de cette dépression, la marge septentrionale du Plateau de Combeaufontaine bordant le fossé de Jussey détermine l'inflexion provisoire du cours de la Petite-Saône vers le sud-est et celle du cours-inférieur de l'Amance (dénommé Mance) vers le nord-est. En partie méridionale de la micro-région, le horst du Fayl est entaillé par le cours supérieur du Salon et ses affluents, les principaux étant la Resaigne et le ruisseau du Fayl. Les digitations calcaires de la marge méridionale karstique de ce horst s'ouvrent sur un graben bordant la marge septentrionale du Plateau de Champlitte. À l'ouest, le pendage de ce fossé sur lequel débouche le Salon détermine l'inflexion provisoire de son cours vers le sud-ouest. Les pertes des cours d'eau du secteur le plus élevé du fossé à l'est, telles que celles du Vannon et de la Rigotte, alimentent le réseau karstique du plateau de Champlitte. Le Vannon, réapparaissant à environ 5 km au sud-est de sa perte, conflue avec la Petite-Saône une vingtaine de km après sa résurgence. D'autres émergences vauclusiennes alimentent notamment le Salon telle que la Fontaine-couverte, résurgence du Ru-Dieu (dont la perte est dénommée « Andousoir »), un peu en amont de sa confluence avec la Resaigne. Il est à noter que la vallée de cette dernière et celle de l'Amance comptent parmi les rares couloirs de communication naturels de l'arrondissement de Langres vers le sud et l'est, comme en témoigne le passage des lignes ferroviaires Luxembourg-Dijon dans la première et Paris-Bâle dans la seconde.

#### Tectonique & Hydrogéologie
Une faille d'importance fracture la marge méridionale du Plateau du Fayl. Cette faille, dite de Chassigny, relève d'un réseau de fractures complexe d'orientation dominante ouest-est dénommé failles de Chalancey-Purgerot. Comme la dénomination l'indique, ce réseau s'étend entre la marge orientale du plateau de Langres à l'ouest et la marge nord-est de celui de Combeaufontaine à l'est bordant la rive droite de la Petite-Saône. À part celle de Chalindrey en bordure méridionale de la cuesta du Langrois-ouvert, d'autres failles de moindre importance marquent la tectonique de l'Apance-Amance, notamment celle de Bourbonne-les-Bains. Le siphon thermo-minéral communiquant avec les cassures de cette dernière libère en abondance des eaux chlorurées-sodiques et sulfatées-calciques fortement minéralisées. Ces eaux, dont la température aux points de rejet est de l'ordre de 43 à 65 °C, sont à l'origine de la station hydrothermale connue depuis la Gaule pré-romaine. D'autres sources de la partie septentrionale de l'Apance-Amance présentent un intérêt hydrominéral : sources ferrugineuses Bayard et Bonne-Fontaine dans la haute vallée de l'Apance, respectivement en aval et amont de Larivière-Arnoncourt ainsi que la source Maynard au nord de Bourbonne-les-bains, ces deux dernières produisant une eau sulfatée-calcique de type Vittel. Outre ces sources et de nombreuses exsurgences ainsi que les résurgences évoquées au chapitre précédent, la micro-région compte quelques puits artésiens naturels tels que ceux des marais de Coiffy et Champigny-Chézeaux, les plus vastes tourbières alcalines du département, ainsi que des émergences vauclusiennes telle que la Fontaine-couverte de Coublanc dont la cavité karstique abrite plusieurs espèces de chauves-souris menacées (site Natura 2000).

#### Climat
La micro-région se situant en limite des zones climatiques continentale et atlantique européennes, son climat est globalement de type océanique avec des influences continentales sensibles, surtout en période hivernale. Ce climat est marqué par des hivers souvent longs et rigoureux ainsi que des étés chauds et orageux, l'Apance-Amance étant sur la « diagonale des orages » entre Golfe de Gascogne et Rhénanie. En période estivale ces orages sont fréquents et parfois violents, particulièrement lors de flux de sud apportant des  formations supercellulaires.
Les précipitations, de l'ordre de 810 à 1 070 mm par an, se répartissent sur l'année avec une intensification modérée de novembre à mars et en mai. Le nombre annuel de jours concernés par ces précipitations est de l'ordre de 150 à 180, dont environ 20 à 30 pour les chutes de neige. La température moyenne varie de 9 à 11 °C, le nombre annuel de jours affectés par une gelée étant de l'ordre de 70 à 85. L'insolation annuelle est d'environ 1 750 heures dont environ 170 de novembre à janvier. Les vents, modérés, sont sud à ouest dominants avec des basculements au nord-est non négligeables en hiver.

### Qualité du milieu naturel & typologie environnementale

#### Impact humain
Avec un taux d'industrialisation négligeable, une très faible pression démographique, un espace forestier couvrant plus du tiers de la surface du territoire, des surfaces agricoles largement valorisées par l'élevage extensif, le milieu naturel de l'Apance-Amance est particulièrement préservé. Ce faible impact des activités humaines, concernant aussi les micro-régions naturelles limitrophes, est amplifié par la déprise agricole concomitante de la diminution de la densité démographique.
Le revers négatif de la déprise agricole est l'abandon d'un certain nombre de parcelles en coteaux favorisant l'extension forestière au détriment de la variété paysagère, l'incidence de cette augmentation de l'espace forestier sur la répartition de la biomasse entre milieux fermé et ouvert restant à évaluer. En contrepartie, des dispositions agro-environnementales telles que la gestion raisonnée du cheptel dont la majorité des éleveurs est en démarche HVE, l'aménagement de points d'abreuvement du bétail non souillants, la mise en défens des berges et l'entretien régulier des ripisylves ont un effet très positif sur la qualité des nombreux cours d'eau et zones humides.

#### Écologie du paysage & formations végétales
Le territoire se partage entre forêts et prairies avec quelques vignobles dans le secteur de Coiffy.
Les prairies couvrent l'essentiel des terres agricoles. Réparties dans les vallées et vallons, elles empiètent sur les coteaux dans les secteurs les plus valorisés par l'élevage, puis elles laissent place à la forêt. Généralement, les limites entre parcelles sont matérialisées par de simples clôtures sans haies. De nombreuses haies apparaissent cependant dans le paysage mais elles n’ont pas pour vocation de délimiter des parcelles, leur présence résultant des conditions suivantes :
- Mise en place de doubles-clôtures aménageant un espace libre entre parcelles où la végétation arbustive s’installe.
- Parcelles dont le pâturage perd de son intensité, progressivement occupées en périphérie par une végétation arbustive. Celle-ci peut donner l’impression de haies volontaires les premières années de leur formation. Elles ne sont en fait que la manifestation d’une diminution de la pression agricole et le premier stade de la mutation d'un paysage qui risque de se refermer.

La vigne est essentiellement répartie dans le secteur de Coiffy-le-Haut, Vicq et Voisey. Quelques coteaux sont couverts de vignobles entre Coiffy-le-Haut et Laneuvelle. Ailleurs, il s’agit de petites parcelles dispersées en coteaux favorablement exposés, souvent récemment plantées. Ces micro-parcelles, isolées pour la plupart au milieu d’autres micro-parcelles plus ou moins abandonnées, attestent du besoin de diversification ressenti par un certain nombre d'exploitants agricoles.
La forêt est très présente dans le paysage. Le couvert forestier, essentiellement de type taillis sous futaie (peuplement arborescent en chênaie-charmaie-hêtraie), descend fréquemment jusqu'au pied des coteaux et s'étend parfois même au-delà. Quand le pâturage est actif et régulier, le bétail contient le développement arbustif des lisières forestières et ripisylves en stricte limite de clôture. Il broute également la base de la végétation arbustive, formant une échancrure créant ainsi une « bande d'ombre » soulignant nettement les frondaisons dans le paysage.
Aux flancs de la plupart des coteaux, des sources de régime saisonnier s'épanchent en ruisselets se regroupant en ruisseaux sillonnant les fonds de vallées. Sur les berges alluvionnaires des cours d'eau les plus importants se développe une ripisylve. Les points les plus bas des talwegs sont des zones marécageuses, les « roises ». Certaines de ces roises et les noues régulièrement en eau sont occupées par une roselière ou une cariçaie, en mosaïque avec des boqueteaux d'aulnes et de frênes. En limite d'une dépression alluviale avec un pied de coteau boisé, les roises colonisées par une végétation herbacée vivace évoluent vers une mégaphorbiaie, micro-écotone entre prairie et forêt abritant une flore et une faune diversifiées. Si le pâturage aux abords de la mégaphorbiaie n'est pas régulier, une fruticée s'installe. Outre leur intérêt comme régulatrices hydrologiques et leur valeur en matière de biodiversité, ces zones humides sont de précieux bio-indicateurs de l'état du milieu naturel.

#### Zones naturelles
Outre une bonne qualité environnementale, la micro-région compte une grande variété de biotopes. Cette variété procède de sa complexité-topographique, de la densité de son réseau hydrographique et de ses zones humides ainsi que de la diversité de ses sols. Ces atouts se traduisent par une trentaine de ZNIEFF et une dizaine de sites relevant du Réseau Natura 2000. Chacun de ces biotopes présente une biocénose spécifique dépendant étroitement de facteurs pédologiques, hydrologiques, topographiques et micro-climatiques. Les principales vallées de la micro-région constituant des corridors biologiques communiquant avec le Couloir Saône-Rhône, ces facteurs sont particulièrement déterminants. C'est ainsi que la marge méridionale de l'Apance-Amance accueille une flore thermophile calcicole supra-méditerranéenne sur les pelouses calcaires des adrets et une flore acidiphile sur les ubacs gréseux, ainsi que l'entomofaune associée.
L'Inventaire national du patrimoine naturel témoigne de cette biodiversité, les écodistricts se dégageant de cet inventaire de la micro-région (actualisé et complété entre 1997 et 2003) étant du nord vers le sud les suivants :
1. Apance : Massif-forestier de Morimond-Fresnoy-Serqueux (limitrophe du Bassigny et du Pays de Neufchâteau) et bassin de l'Apance
2. Petite-Amance : Massif-forestier de Vicq-Laneuvelle-Damrémont et bassin de la Petite-Amance
3. Massif-forestier de Voisey-Anrosey-Chézeaux
4. Haute et Moyenne Amance : bassin de l'Amance, excepté son secteur franc-comtois et le bassin de la Petite-Amance
5. Fayl et Vannon : horst du Fayl (de Fayl-Billot) et graben du Vannon
6. Cuesta du Langrois : pied de la cuesta de Longeau-Culmont, haute-vallée de la Resaigne et haute-vallée supérieure du Salon (limitrophe du Langrois-ouvert)
7. Val de Resaigne : bassin de la Resaigne, excepté sa haute-vallée
8. Fossé du Salon : vallée du Salon entre Belmont et Coublanc

### Biodiversité

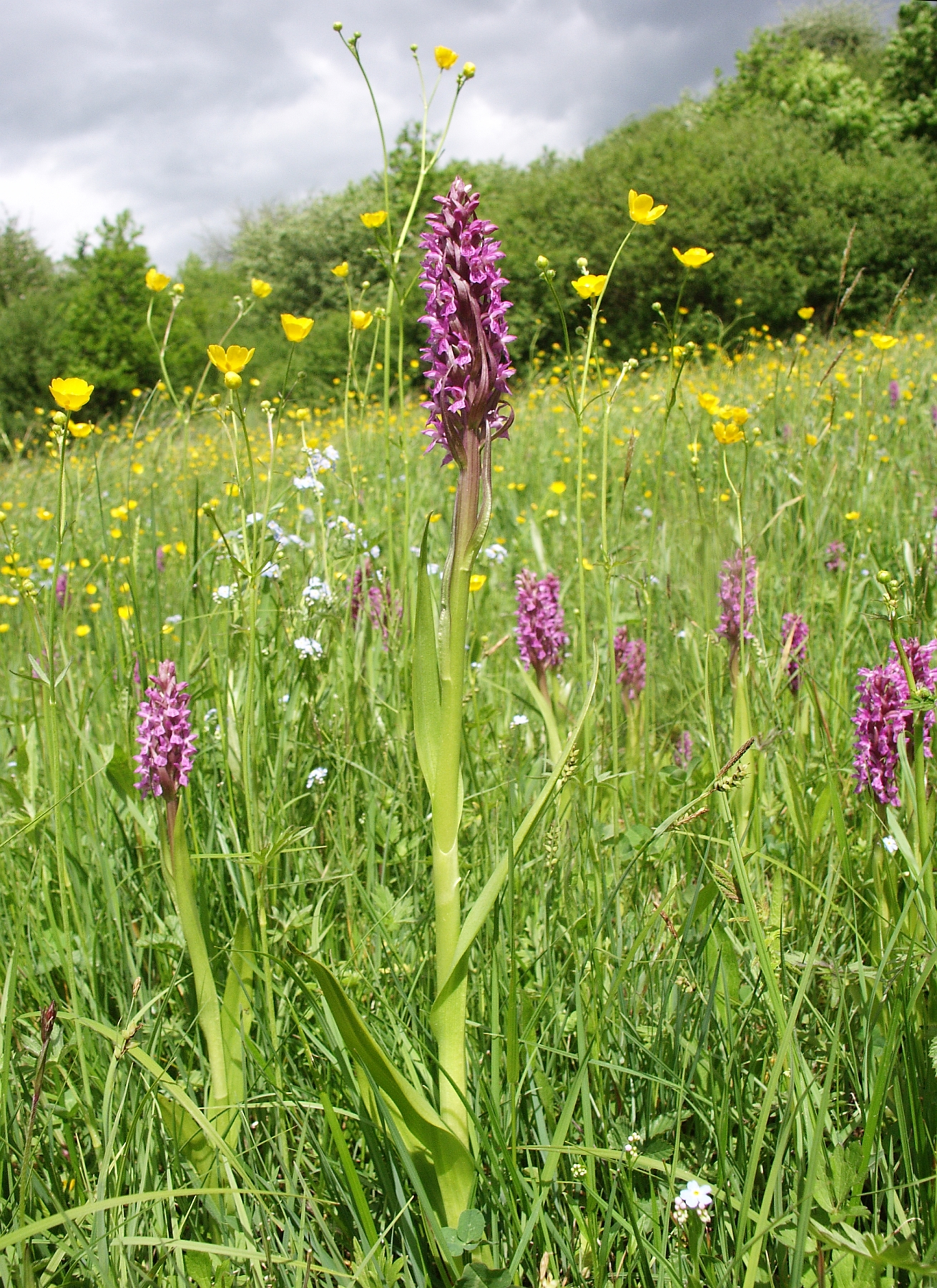
Orchis incarnat, rare orchidée sauvage d'Apance-Amance

Flore et faune sauvages représentatives du territoire
(Classification phylogénétique selon l'arbre taxonomique de l'Inventaire national du patrimoine naturel)
- N.B : les numéros d'écodistricts correspondent aux zones définies dans le sous-chapitre "Zones-naturelles" précédent

#### Animaux
(présents régulièrement ou sporadiquement)

## Habitat humain

### Structure du bâti rural
La plupart des villages traditionnels sont formés d'un « bâti accolé », les habitations contiguës s'alignant de part et d'autre d'une ou quelques voies principales. Cette implantation de type « village-rue » se rencontrant particulièrement en Lorraine voisine est structurée par des maisons dites « bloc-à-terre » et un espace ouvert entre rue et façades, l'usoir. Il en résulte une unité d'ensemble s'intégrant harmonieusement au Paysage. Ce mode d'organisation de l'espace bâti correspond à une vie rurale ancestrale fondée sur des activités agricoles diversifiées de forte composante vivrière.

### Architecture rurale traditionnelle
L'architecture vernaculaire répond aux fonctions fondamentales de la Ruralité-traditionnelle locale : autonomie de subsistance, élevage et viniculture. Elle se matérialise par la division du corps de bâtiment en trois volumes principaux : logis, étable et grange. Chacun de ces volumes dispose d'un accès indépendant en façade de rue et souvent en façade arrière. La charpente, parfois complexe, forme une ossature autoporteuse dégageant un grand espace inférieur permettant le cloisomnement en travées d'un seul tenant sur la totalité de la profondeur de la construction. Cette conception autorise en particulier une disposition de l'étable perpendiculairement à la façade de rue pour en faciliter l'accessibilité. L'accès du bétail est dimensionné au gabarit des animaux pour préserver chaleur en hiver et fraîcheur en été, une auge en grès recueillant l'eau de pluie étant disposée latéralement à cet accès pour servir d'abreuvoir. Une seconde auge est disposée à l'arrière du bâtiment pour l'arrosage du potager. Le volume au-dessus de l'étable est éventuellement aménagé en colombier. La grange dispose en règle générale d'un porche à double-vantail dont la hauteur autorise l'entrée d'une pleine charge de fourrage. Pour limiter les déperditions thermiques tout en permettant un accès aisé, le linteau du porche est très souvent cintré, apportant ainsi un bel élément décoratif à la façade. Une partie des combles de cette grange est planchée en mazzanine pour le stockage des bottes de fourrage. L'accès au logis situé entre grange et étable, disposant parfois d'un perron, a une porte fréquemment fenêtrée quelquefois surmontée d'une niche abritant une statuette votive. Comme les autres volumes, la cave est directement accessible côté rue pour en faciliter l'approvisionnement. L'usoir entre façade-avant et rue était en partie occupé il y a peu par un tas de fumier provenant de l'étable dont le volume proportionnel à l'importance du cheptel était un signe extérieur de richesse. La surface-arrière du bâtiment est vouée au potager et poulailler, aux clapiers à lapins ainsi qu'à la soue à cochons. Les murs à double-parement, d'une épaisseur totale de l'ordre de 60 cm, sont montés en moellons de pierre locale (grès ou calcaire) protégés par un enduit-ingélif très enrobant. La toiture est couverte de tuiles plates en terre-cuite de couleur rouge, souvent en continuité avec les maisons mitoyennes. Cette continuité garantissant bonne étanchéité et tenue au vent renforce l'équilibre architectural de l'ensemble.

### Évolution du bâti rural
Outre l'effet du processus général d'exode rural, les mutations de l'activité agricole tendant vers la spécialisation ont entraîné la désaffectation, voire l'abandon, de nombreuses fermes traditionnelles. En dépit de la conversion de certaines maisons délaissées en résidence secondaire, cette déperdition n'est pas compensée par les quelques constructions nouvelles à l'écart des groupes d'habitations et dont le bâti ne correspond pas à celui de la trame préexistante, .. La relative proximité de l'autoroute reliant les Pays-Bas au sud de la France à notamment incité quelques ressortissants néerlandais à racheter des maisons anciennes, permettant ainsi de limiter le dépeuplement et la dégradation du bâti.

## Personnalités liées à l'Apance-Amance
- Denis Diderot (Les Deux Amis de Bourbonne)
- Marcel Arland (qui évoque le territoire et la sociologie de l'Apance-Amance dans « Terre-Natale » et « Mais enfin qui êtes-vous ? »[note 1])
- Maurice Constantin-Weyer